# Master of Ceremony „Dub”
Master of Ceremony „Dub” – pierwszy album studyjny jamajskiej sekcji rytmicznej Sly & Robbie.
Płyta została wydana w roku 1978 przez kanadyjską wytwórnię Imperial Records. Nagrania zarejestrował w różnych studiach w Kingston Bunny "Striker" Lee. On też zajął się ich produkcją, we współpracy z H. Elliottem. Oprócz Dunbara i Shakespeare’a na krążku usłyszeć można instrumentalistów z założonego przez Lee zespołu The Aggrovators. W roku 2006 nakładem brytyjskiego labelu Attack Records ukazała się reedycja albumu na płycie CD.

## Lista utworów

### Strona A
1. "The Mighty Dub Of Dubs"
2. "Stone Age Dub"
3. "Top Ranking Style Dub"
4. "Dub Hold I & I"
5. "Sly & Robbie Rock Steady Dub"

### Strona B
1. "Liquidation Dub"
2. "Sly & Robbie The Kings Of Dubs"
3. "Legalize It Dub Style"
4. "A Roots This A Dub"
5. "Blazing Away Dub Style"